# Schloss Waal

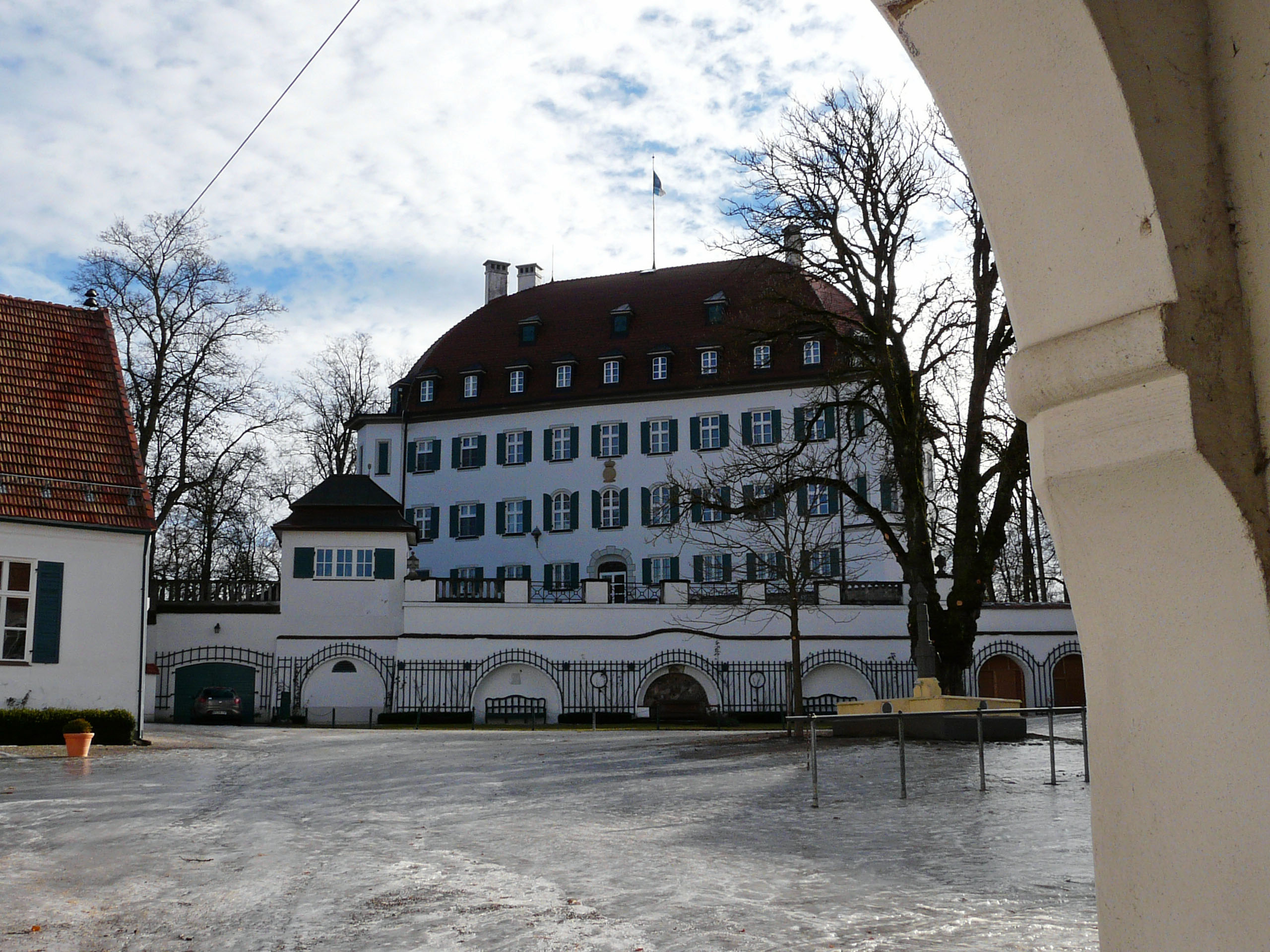
Schloss Waal von Nordwesten

Schloss Waal ist ein unter Denkmalschutz stehendes Schloss in Waal im schwäbischen Landkreis Ostallgäu. Es ist Wohnsitz des fürstlichen Hauses von der Leyen.

## Geschichte
Waal war Sitz einer Herrschaft, die um 1800 Franz Ludwig Reichsgraf Schenk von Castell, dem so genannten Malefizschenk, gehörte. Mit der Rheinbundakte 1806 kam der Ort zu Bayern. Das herrschaftliche Schloss stammt aus der Mitte des 16. Jahrhunderts. In seinem Westteil finden sich noch Reste einer im Städtekrieg 1397 von den Augsburgern zerstörten mittelalterlichen Burg. In der Nacht des 23. November 2017 nahmen das westliche Hofgebäude und das Brauhaus sowie Teile des Torgebäudes bei einem Brand schweren Schaden.

## Baubeschreibung

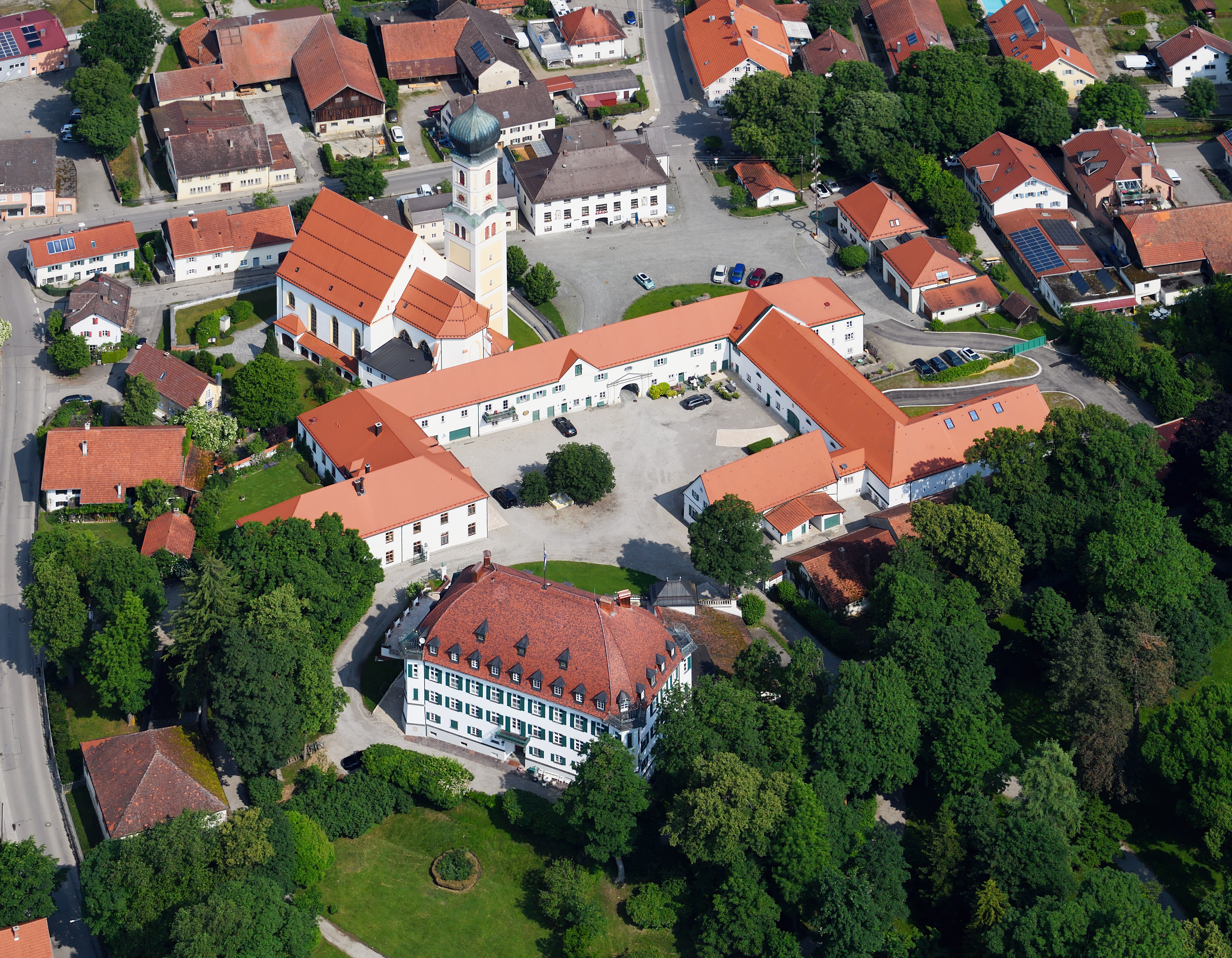
Schloss Waal von Südosten aus der Luft gesehen

Das Schloss ist ein stattlicher Walmdachbau mit Ecktürmen. Umgestaltungen erfolgten Mitte des 19. Jahrhunderts und 1907.
In der Denkmalliste sind weiterhin aufgeführt:
- Hofgebäude: Zweiflügelanlage mit Walmdach und Satteldach (Nordflügel), Tordurchfahrt, Westflügel Anfang 17. Jahrhundert, 18. Jahrhundert, Nordflügel 18. und 19. Jahrhundert
- Brauhaus: Zweiflügelbau mit Walmdächern, 1. Hälfte 19. Jahrhundert
- Torbau zwischen Hofgebäude Westflügel und Brauerei, 1. Hälfte 19. Jahrhundert
- Kanzlei: erdgeschossiger Satteldachbau, 1. Hälfte 19. Jahrhundert
- Archiv: erdgeschossiger Walmdachbau, 1. Hälfte 19. Jahrhundert
- Lindenallee: ca. 300 m lange Anlage, Anfang 20. Jahrhundert
- Südost-Seite des Schlossparks.